# Balstatjärnarna
Balstatjärnarna är varandra näraliggande sjöar i Storumans kommun i Lappland som ingår i Umeälvens huvudavrinningsområde.
- Balstatjärnarna (Stensele socken, Lappland, 720707-159197), sjö i Storumans kommun, 64°57′17″N 17°45′05″Ö / 64.9547°N 17.7514°Ö
- Balstatjärnarna (Stensele socken, Lappland, 720727-159159), sjö i Storumans kommun, 64°57′24″N 17°44′37″Ö / 64.9566°N 17.7435°Ö